# Darinka Kozinc
Darinka Kozinc, slovenska pisateljica * 9. oktober 1953,  Oševljek pri Renčah.

## Življenje
Darinka Kozinc je univerzitetna diplomirana inženirka lesarstva in magistrica biotehniških znanosti. Med letoma 1997 in 2007  je bila ravnateljica Srednje lesarske šole Nova Gorica. Med letoma 2006 in 2010 je bila podžupanja Mestne občine Nova Gorica. Je članica PEN in Društva slovenskih pisateljev, predsednica Društva za ohranjanje kulturne dediščine aleksandrink in predsednica Goriškega literarnega kluba Govorica. Živi in dela v Solkanu.

## Delo
Poezijo in prozo objavlja v različnih revijah za otroke in odrasle. V svojih besedilih v ospredje postavlja ženske like, velikokrat so to aleksandrinke (zbirki kratke pripovedne proze Tišina se je uglasila in Les Goriciennes. Usodo žensk, ki so pred mnogimi desetletji odhajale na delo v Egipt tenkočutno poveže s problemi sodobnih žensk, ki morajo za preživetje zapustiti dom. 
Za otroke piše pravljice, v katerih pravljični svet poveže s sodobnimi problemi (npr. okoljskimi v slikanici Gozdni palček Smetko). Umetno pravljico zapiše na podlagi izročila.  Objavlja v različnih revijah za otroke (Cicibanu, Cicidoju, Trobentici, Mladiki, Mladem rodu, Božjih stezicah, Radiu Trst A, Zmajčku) in odrasle (Mladika, Primorska srečanja, Govoriški zapisi, Idrijski razgledi, Zvon, Nebulae). Piše tudi strokovne članke s področja lesarstva in kulturi na Goriškem.
Za svoje literarno in kulturno ustvarjanje je dobila več nagrad na literarnih natečajih radia Trst, revije Mladika, revije Antena, revije Ona , nagrado Franceta Bevka Mestne občine Nova Gorica in nagrado mira (2022).